# Axed
Axed è un film del 2012 diretto da Ryan Lee Driscoll.
Pellicola horror prodotta negli Stati Uniti sceneggiata dallo stesso regista Ryan Lee Driscoll.

## Trama
(Kurt)
Il mondo è governato da aziende finanziarie che impongono grandi tagli al personale. Il numero di disoccupati è salito a cinque milioni e tra questi vi si aggiunge Kurt Wendell che appena viene a sapere del suo licenziamento, si dispera.
Ritornato a casa, Kurt non rivela alla famiglia di aver perso il lavoro, ma si dimostra un uomo freddo e a dir poco tirannico, prendendosela con il figlio Jay per essere vittima di bullismo e con Megan per il suo modo di vestire. Decide di far saltare ai figli la scuola e alla moglie Steph il lavoro per andare in una metà sconosciuta. La macchina all'improvviso si rompe, ma il gruppo è già arrivato alla meta di Kurt: un cottage in mezzo ai boschi. Vuole infatti passare un po' di tempo con la sua famiglia; ma quello che la moglie i figli non sanno è che l'uomo ha rapito e legato nel sopra soffitto Zack Petersen, il suo capo. Appena arrivati a destinazione, Kurt stabilisce in primo luogo la regola di non utilizzare dispositivi tecnologici e sequestra quindi i cellulari ai tre familiari (Megan però ne tiene un quarto nascosto al padre). Quando la famiglia va fare una passeggiata nel bosco intorno al cottage, Steph rivela al marito che sa del licenziamento, visto che il suo capo Zack ha chiamato a casa, spiegandole l'accaduto. Kurt ha un mancamento, ma si riprende del tutto e da tre regali ai tre componenti della famiglia: un tanga a Megan, una rivista gay a Jay e dei preservativi per la moglie rivelando a quest'ultima che sa dei suoi tradimenti con Zack. Ordinando ai figli di andare a prendere al legna, Kurt rivela a Steph della presenza di Zack.
La situazione degenera a tal punto che Kurt terrà prigioniero sia Zack che Steph, Jay e Megan. L'uomo darà inizio a un gioco perverso che finirà con la morte del suo datore di lavoro e di Steph, che morirà soffocata. I due fratelli scappano, sapendo che loro sono i prossimi a morire. Nella fuga, Kurt ucciderà anche il fidanzato di Megan, Sam Weeks; che si trovava nei paraggi, essendo stato chiamato dalla sua ragazza il giorno prima. Dopo un'ultima serie di peripezie, l'assassino verrà ferito, ma pugnalerà sia Megan che Jay. Credendoli morti, prende delle pillole rosse, suicidandosi per ricongiungersi nell'aldilà con la sua famiglia, ma in realtà i due fratelli sono ancora vivi ed erano solo stati feriti. Infine, Jay rivela con la sua entrata nella casa al padre il fatto che non siano ancora morti, e inizialmente, vuole vendicarsi, ma in seguito decide di non farlo e avere pietà dell'uomo che è diventato suo padre. Il film termina con la morte di Kurt, che si accascia a terra con Jay al suo fianco.